# 알렉산드르 메드베디
알렉산드르 바실리예비치 메드베디(러시아어: Алекса́ндр Васи́льевич Медве́дь, 벨라루스어: Алякса́ндр Васіле́віч Мядзве́дзь 알략산드르 바실레비치 먀즈베스, 1937년 9월 16일~2024년 9월 2일)는 소련과 벨라루스의 레슬링 선수, 지도자, 체육행정인이다. 1960년대부터 1972년대 초까지 소련 자유형 중량급 국가대표 선수로 활동했다. 국제 레슬링 연맹이 공인한 세계에서 가장 위대한 레슬링 선수 중 한 명으로 올림픽에서 금메달 3개, 세계 선수권 대회에서 금메달 7개, 유럽 선수권 대회에서 금메달 3개를 획득했다.
현역 은퇴 후 레슬링 심판, 코치로 활동했으며, 1980년 하계 올림픽 당시 심판 선서를 맡았다. 소련 붕괴 후 독립한 벨라루스에서 레슬링 지도자로 활동했고 벨라루스 레슬링 연맹 회장(1992~2008)을 역임했다.